# Municipio de Carpio
El municipio de Carpio (en inglés: Carpio Township) es un municipio ubicado en el condado de Ward en el estado estadounidense de Dakota del Norte. En el año 2010 tenía una población de 68 habitantes y una densidad poblacional de 0,73 personas por km².

## Geografía
El municipio de Carpio se encuentra ubicado en las coordenadas 48°24′56″N 101°46′42″O / 48.41556, -101.77833. Según la Oficina del Censo de los Estados Unidos, el municipio tiene una superficie total de 92.59 km², de la cual 92,59 km² corresponden a tierra firme y (0 %) 0 km² es agua.

## Demografía
Según el censo de 2010, había 68 personas residiendo en el municipio de Carpio. La densidad de población era de 0,73 hab./km². De los 68 habitantes, el municipio de Carpio estaba compuesto por el 98,53 % blancos y el 1,47 % eran de una mezcla de razas. Del total de la población el 0 % eran hispanos o latinos de cualquier raza.